# Американский суслик
Американский, или берингийский, или арктический, или американский длиннохвостый суслик, местное название — евражка, также еврашка и овражка (лат. Urocitellus parryii), — вид грызунов рода трансберингийских сусликов.

## Внешний вид
Американский суслик принадлежит к наиболее крупным сусликам: длина тела у чукотских экземпляров — 24,5—32,5 см, у американских — 30—39,5 см. Масса — 700—800 г. Самцы и самки примерно одинакового размера, но самцы тяжелее. Хвост пушистый, длинный, до 13 см, составляет около 40 % длины тела. Размеры и вес зверьков увеличиваются с юга на северо-запад, север и северо-восток.
Окраска спины буровато-охристая с отчётливым рисунком из крупных светлых пятен; голова темнее, коричнево-ржавая. Окраска брюшка яркая, палево-ржавая. Зимний мех светлее, с преобладанием серых тонов. Молодые зверьки отличаются неясной пятнистостью и более тусклой расцветкой.
В кариотипе 34 хромосомы.

## Распространение
Американский суслик обитает в Евразии и Северной Америке. В Евразии он населяет крайний северо-восток Сибири, восточнее реки Лена — Колымское нагорье, Чукотку, Камчатку. На юге не доходит до Магадана. Встречается от правобережья Колымы до Северного Ледовитого и Тихого океанов и на острове Айон. Западнее основного ареала имеются крупные изоляты: янская популяция, населяющая бассейн реки Яна, и индигирская — в верхнем течении Индигирки. Площадь ареала арктического суслика в Евразии превышает 2 млн км² и постепенно расширяется за счёт антропогенного преобразования ландшафта — суслики расселяются по сельскохозяйственным землям, вдоль автотрасс. Однако на своём ареале арктический суслик распространён мозаично, и зоны его обитания чередуются с обширными незаселёнными территориями.
В Северной Америке американский суслик населяет крайний северо-запад: Аляску, Канаду от Полярного круга до Британской Колумбии.

## Образ жизни и питание
Обитатель открытых ландшафтов — луговых и степных участков, тундры. Распространение ограничено присутствием вечной мерзлоты, поэтому обычно американский суслик селится на любых возвышениях рельефа (включая небольшие холмики), по гребням незаливаемых речных террас. В бассейнах рр. Яна, Индигирка и Колыма обитает на участках реликтовых степей. Встречается в горной тундре до высоты 1400 м над у.м. Может селиться на полянах и опушках лиственничных лесов, зарослей полярной берёзы, кедрового стланика, где имеется остепнённая растительность, по песчаным приморским грядам. В Северной Америке населяет сходные биотопы: песчаные речные террасы, заросли кустарника со злаковым разнотравьем, избегая участков с вечной мерзлотой. Хорошо осваивает местности, изменённые хозяйственной деятельностью человека — агроценозы, железнодорожные насыпи, обочины автотрасс. Встречаются в населённых пунктах, включая крупные города (Певек, Верхоянск, Якутск).
Американский суслик живёт колониями из 5—50 особей. Размеры индивидуальных участков у взрослых самцов значительно больше, чем у других сусликов Евразии, — они достигают 6,5 га. Глубина и длина нор зависит от характера почвы и уровня вечной мерзлоты. Самые длинные и глубокие норы встречаются на песчаных почвах: длина до 15 м, глубина — до 3 м. Вблизи вечной мерзлоты норы не глубже 70 см. Обычно нора состоит из главного хода и отнорков, гнездовой камеры, выстланной лишайниками, листьями и шерстью, и кладовой. На время спячки и для защиты от непогоды зверьки закрывают вход в нору пробками из грунта. В населённых пунктах суслики поселяются в фундаментах домов, теплицах. Активны арктические суслики днём — с 5—6 до 19—20 часов; в полдень их активность спадает.

### Питание
Американский суслик почти всеяден, хотя в его рационе преобладают травянистые растения. Состав кормов зависит от флоры региона и времени года. Перед спячкой суслики начинают интенсивно поедать подземные части растений (корневища, луковицы); в это время в их рацион непременно входят ягоды брусники, голубики, толокнянки, а также грибы и побеги кустарников. Из-за холодного климата в диете арктического суслика существенную роль играют животные корма — он регулярно поедает кобылок, жужелиц, гусениц, а также падаль. В населённых районах роется в мусорных ящиках, подбирая пищевые остатки; известны случаи каннибализма.
Во второй половине лета суслик начинает запасать корма: плоды тундровых кустарничков, сухую траву, листья. В населённых пунктах суслики крадут и запасают сухари, мучные изделия, крупы. Запасы используются не зимой, а после весеннего пробуждения, когда кормовая база ещё скудна.

## Жизненный цикл
Важнейшая особенность американских сусликов — зимняя спячка, которая длится до 7,5—8 месяцев. Пробуждаются и выходят на поверхность зверьки в апреле—мае, когда ещё лежит постоянный снежный покров. И осенью, и весной они встречаются на поверхности при минусовых температурах — вплоть до −40 °C. Первыми из спячки выходят взрослые самцы, через несколько дней — самки, затем годовалые зверьки.
Размножается американский суслик 1 раз в год. Гон начинается сразу после пробуждения самок, обычно в последних числах апреля — начале мая, и продолжается около 10 дней. На самом севере ареала спаривание может происходить в норах до массового выхода сусликов на поверхность. Беременность длится 25 дней, детёныши рождаются в конце мая — июне. Американские суслики отличаются высокой плодовитостью: в помёте от 5 до 10 детёнышей, иногда до 14. На поверхность суслята выходят к концу июня, но ещё до середины июля держатся вместе с матерью. Половой зрелости американские суслики достигают на 2-м году жизни; редко живут более 3 лет. Число 3-летних зверьков в популяции составляет не более 10—11 %.
В спячку суслики залегают в конце августа — начале сентября, когда выпадает снег. Зверьки обоих полов залегают почти одновременно. Поскольку арктический суслик является единственным видом, впадающим в спячку в районе полюса холода, он служит хорошей моделью для выявления адаптивных механизмов при критических ситуациях. Как оказалось, этот вид спит при отрицательных температурах — в гнёздах сусликов температура зимой опускается до –3…–5°С. Соответственно, температура тела самого суслика снижается до +10 °C. Выживание зверьков в такой ситуации обеспечивают особенности отложения жира — с преобладанием олеиновых кислот. При этом за спячку зверьки теряют до 30—40 % веса.

## Значение в биоценозе
Роющая деятельность сусликов играет важную роль в обеднённых биоценозах тундры Крайнего Севера — они выносят на поверхность грунт из нижних почвенных горизонтов и способствуют разнесению семян и преобразованию тундровых растительных сообществ в луговые. Норы американского суслика служат местообитанием для многочисленных беспозвоночных тундры — ботриобионтов (типичных обитателей нор). Американские суслики служат постоянной добычей поморников, полярной совы, кречета, зимняка, волков, гризли и других хищников тундры.